# Kwimba (Distrikt)
Kwimba ist ein Distrikt im Nordwesten von Tansania in der Region Mwanza mit dem Verwaltungssitz in der Stadt Ngudu. Der Distrikt grenzt im Norden an den Distrikt Magu, im Osten an die Region Simiyu, im Süden an die Region Shinyanga und im Westen an den Distrikt Misungwi.

## Geographie
Der Distrikt hat eine Fläche von 3903 Quadratkilometer und 480.025 Einwohner (Volkszählung 2022). Das Land besteht großteils aus einem flachen Hochland, das mit 1200 Meter über dem Meer nur wenig über dem Victoriasee liegt. Durchbrochen wird die Ebene nur von einigen steilen Hügeln. Die Entwässerung des Gebietes erfolgt über meist temporäre Flüsse und Bäche nach Nordwesten in den Victoriasee. Das Klima ist ein tropisches Savannenklima, Aw nach der effektiven Klimaklassifikation. Es gibt drei Jahreszeiten. Kurze Regenschauer fallen in den Monaten Oktober bis Dezember, darauf folgt die lange Regenzeit bis Mai. Die Monate Juni bis Mitte Oktober sind sehr trocken. Die jährliche Niederschlagsmenge liegt zwischen 700 und 1200 Millimeter, die Temperatur zwischen 23 und 33 Grad Celsius.

## Geschichte
Kwimba ist einer der ältesten Distrikte der Region Mwanza, der schon in der Kolonialzeit eingerichtet wurde. Im Jahr 1973 wurde der Distrikt geteilt und Magu abgespalten. Eine weitere Teilung erfolgte 1996, als der Distrikt Misungwi selbständig wurde.

## Verwaltungsgliederung
Der Distrikt besteht aus 30 Bezirken (Wards):
- Walla
- Biungulwa
- Sumve
- Mantare
- Ngulla
- Mwabomba
- Mwagi
- Iseni
- Nyambiti
- Maligisu
- Mwandu
- Malya
- Lyoma
- Mwang'halanga
- Nyamilama
- Mwakilyambiti
- Hungumalwa
- Mwamala
- Kikubiji
- Mhande
- Bupamwa
- Fukalo
- Ng'hundi
- Igongwa
- Ngudu
- Bugando
- Nkalalo
- Mwankulwe
- Ilula
- Shilembo

| Die Einwohnerzahl stieg von 314.925 im Jahr 2002 auf 406.509 im Jahr 2012. Das entspricht einem jährlichen Wachstum von 2,6 Prozent. Im Jahr 2012 sprach über die Hälfte der Über-Fünfjährigen Swahili, fast zehn Prozent Swahili und Englisch, 38 Prozent waren Analphabeten. Im Jahr 2022 lebten 480.025 Menschen in 75.394 Haushalten. Bevölkerungswachstum: \| Volkszählung \| Einwohner \| \| ------------ \| --------- \| \| 1988 \| 236.443 \| \| 2002 \| 314.925 \| \| 2012 \| 406.509 \| \| 2022 \| 480.025 \| | Hier fehlt eine Grafik, die leider im Moment aus technischen Gründen nicht angezeigt werden kann. Wir arbeiten daran! |
| Volkszählung | Einwohner |
| 1988 | 236.443 |
| 2002 | 314.925 |
| 2012 | 406.509 |
| 2022 | 480.025 |

- Bildung: Das Bildungssystem in Kwimba sieht zwei Jahre Vorschule und sieben Jahre Grundschule vor. Danach können Jugendliche vier Jahre eine weiterführende Schule Stufe 1 (Junior Level) und zwei Jahre Stufe 2 (Advanced Level) besuchen. Im Jahr 2016 standen 141 Vorschulen, 151 Grundschulen und 31 weiterführende Schulen zur Verfügung. In der Grundschule unterrichtete ein Lehrer 61 Schüler. In den weiterführenden Schulen kamen auf 12.417 Schüler 852 Lehrkräfte, das entspricht einem Verhältnis von 15:1.[8]
- Gesundheit: Medizinisch versorgt wird die Bevölkerung durch zwei Krankenhäuser, sechs Gesundheitszentren und 46 Apotheken (Stand 2016).[9]
- Wasser: Im Jahr 2016 wurden 54 Prozent der Bevölkerung mit sauberem und sicherem Wasser versorgt.[10]

| Der wichtigste Wirtschaftszweig ist die Landwirtschaft, sie trägt achtzig Prozent zum Nationalprodukt bei. - Landwirtschaft: Die Hauptanbauprodukte zur Selbstversorgung sind Mais, Reis, Maniok, Süßkartoffel und Hirse. Für den Verkauf werden Baumwolle, Reis, Sonnenblumen und Erbsen angebaut. Die Bearbeitung erfolgt zu 62 Prozent mit einem Ochsengespann und zu 37 Prozent manuell. Weniger als ein Prozent werden mit Traktoren oder Motorfräsen bearbeitet. Schwache Ernten gibt es wegen der zunehmenden Trockenheit. Über neunzig Prozent der Haushalte auf dem Land besitzen Nutztiere, vor allem Geflügel und Ziegen (Stand 2012). - Handel und Gewerbe: Acht Prozent der Bevölkerung sind mit Handel und Gewerbe beschäftigt. Im Jahr 2016 waren im Bezirk vier mittelgroße Betriebe tätig. Alle beschäftigten sich mit der Verarbeitung von Baumwolle, drei hatten zusätzlich noch Ölpressen. Die kleinen Betriebe waren vor allem Getreidemühlen, Tischlereien und Schneidereien. - Eisenbahn: Durch den Distrikt verläuft die nördliche Stichbahn der Tanganjikabahn von Tabora nach Mwanza. - Straßen: Die wichtigste Straßenverbindung ist die Nationalstraße T8, die Shinyanga im Süden mit Mwanza im Norden verbindet. | Hier fehlt eine Grafik, die leider im Moment aus technischen Gründen nicht angezeigt werden kann. Wir arbeiten daran! |

## Politik
In Kwimba wird ein Distriktrat (District council) alle 5 Jahre gewählt. Die Vorsitzenden seit Einrichtung des Wahlkreises im Jahr 1984 waren:
| Nr. | Name                        | von  | bis  |
| --- | --------------------------- | ---- | ---- |
| 1   | Cansio Walwa                | 1984 | 1988 |
| 2   | Edward Mabula Maheloa       | 1988 | 1991 |
| 3   | Alexander Wangaluke Masunzu | 1991 | 1995 |
| 4   | John Mange Mayunga          | 1995 | 1997 |
| 5   | Arbogast Masami Godogodo    | 1997 | 2000 |
| 6   | Anthony Swagi               | 2000 | 2010 |
| 7   | Zephania P. Masangu         | 2010 | 2015 |
| 8   | Peter Lucas Ngasa           | 2015 |      |

Bei der Wahl im Jahr 2019 wurde Peter Lucas Ngasa wiedergewählt.[veraltet] Von den 29 Distriktsräten gehören 26 der „Partei der Revolution“ (CCM) und drei der „Partei für Demokratie und Fortschritt“ (CHADEMA) an. Von den zehn Sondersitzen gingen neun an die CCM und einer an die CHADEMA.

## Persönlichkeiten

### Söhne und Töchter der Stadt
- Nape Nnauye, Politiker der Chama Cha Mapinduzi (CCM), Minister für Information, Kultur, Künstler und Sport von 2015 bis 2017.